# Jun Nishikawa
Pour les articles homonymes, voir Nishikawa (homonymie).
Jun Nishikawa (西川 潤, Nishikawa Jun), né le 21 février 2002 à Kawasaki au Japon, est un footballeur japonais qui évolue au poste d'ailier droit au Sagan Tosu, en prêt du Cerezo Osaka.

## Biographie

### Cerezo Osaka
Né à Kawasaki au Japon, Jun Nishikawa étudie au Lycée Toko Gakuen avant de décider de rejoindre le Cerezo Osaka. Il joue son premier match avec l'équipe première le 13 mars 2019, lors d'une rencontre de Coupe de la Ligue japonaise contre le Vissel Kobe. Il entre en jeu à la place de Takaki Fukumitsu (en), lors de cette rencontre où les deux équipes se neutralisent (0-0),. Un mois plus tard, le 13 avril, il joue son premier match en J. League 1, contre le Hokkaido Consadole Sapporo. Il entre en jeu à la place de Yusuke Maruhashi et son équipe s'incline (1-0). Avec cette apparition il devient, à 17 ans, un mois et 23 jours le deuxième plus jeune joueur du Cerezo Osaka à jouer un match de première division japonaise, derrière Yoichiro Kakitani qui détient encore le record.
En 2020 plusieurs formations allemandes comme le RB Leipzig ou le Bayer Leverkusen s'intéressent à lui. Il est aussi question d'un possible intérêt du Milan AC mais le joueur affirme quelques mois plus tard son désir de rester au Cerezo Osaka pour le moment.
Le 15 août 2020, Jun Nishikawa inscrit son premier but en professionnel lors d'une rencontre de championnat face au Kashiwa Reysol. Entré en jeu à la place de Hiroshi Kiyotake ce jour-là, il marque moins de cinq minutes après son entrée en jeu, participant ainsi à la victoire de son équipe (1-3 score final).

### Prêts
En janvier 2022, Jun Nishikawa rejoint le Sagan Tosu sous la forme d'un prêt. Le transfert est annoncé dès le 28 décembre 2021.
Nishikawa marque son premier but pour le Sagan Tosu le 18 mai 2022, contre le Hokkaido Consadole Sapporo, en championnat. Il entre en jeu et marque le but égalisateur de son équipe (1-1 score final).
Le 6 janvier 2024, Jun Nishikawa est de nouveau prêté, cette fois au Iwaki FC pour une saison.

### En sélection
Jun Nishikawa est sélectionné avec l'équipe du Japon des moins de 17 ans pour participer à la coupe du monde des moins de 17 ans en 2019. Lors de cette compétition organisée au Brésil il joue quatre matchs. Il se fait remarquer d'entrée, dès le premier match face aux Pays-Bas en délivrant deux passes décisives et inscrivant un but en transformant un penalty, participant grandement à la victoire des siens (3-0). Il donne également la victoire aux siens face au Sénégal en inscrivant le seul but de la partie. Les jeunes japonais sont finalement battus en huitièmes de finale contre le Mexique (0-2 score final).
Il est retenu avec l'équipe du Japon des moins de 20 ans pour participer à la coupe du monde des moins de 20 ans en 2019. Lors de ce tournoi organisé en Pologne, il joue trois matchs dont deux comme titulaire. Les Japonais sont éliminés en huitièmes de finale par le futur finaliste de la compétition, la Corée du Sud (0-1 score final).